# Gazprom Hungarian Open 2018
Gazprom Hungarian Open 2018 — тенісний турнір, що проходив на ґрунтових кортах у місті Будапешт, Угорщина з 23 квітня. Належав до категорії ATP World Tour 250.

## Фінальна частина

### Одиночний розряд
Марко Чеккінато —  Джон Міллман 7–5, 6–4

### Парний розряд
Домінік Інглот /  Франко Шкугор —  Матве Мідделкоп /  Андрес Мольтені 6–7(8–10), 6–1, [10–8]